# Joseph M. Schenck

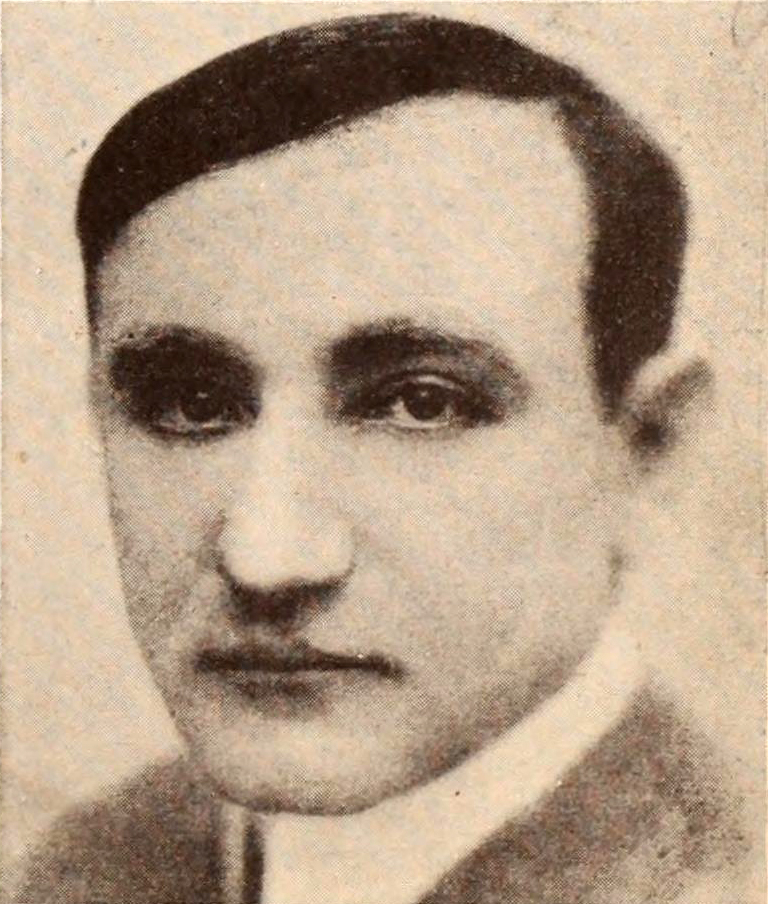
Joseph M Schenck

Joseph Michael Schenck (Rybinsk, 25 december 1878 - Los Angeles, 22 oktober 1961) was een Amerikaans filmpionier en producent van Russische afkomst.
Schenck emigreerde in 1893 naar de Verenigde Staten. Hij trouwde in 1916 met actrice Norma Talmadge en begon hierna films te produceren en presenteren. In 1933 richtte hij samen met Darryl F. Zanuck 20th Century Fox op.
Schenck ging in 1957 met pensioen en overleed enkele jaren later aan een beroerte.